# 中尾みち雄
中尾 みち雄（なかお みちお、1964年8月11日 - ）は、日本の俳優、声優、ナレーターである。大阪府出身、東京都育ち。懸樋プロダクション所属。

## 略歴
中学の時に、東京都に移住する。大学入学と同時に芝居を始め、小劇場ブームに乗り学生演劇を行う。
大学中退後の1986年、青二塾東京校7期生入塾。1987年に青二塾東京校7期生卒業後、青二プロダクション所属。青二では中核人物として活動した。
2011年6月30日、青二プロダクションを退所、フリーとなり、ナレーションを中心に活動する。
2013年10月から懸樋プロダクション所属。

## 人物
声優としては、人情味のある芝居があり、ナレーターとしては、テレビ番組、CMを担当、特にCMでは市川準作品を多数担当。
特技は水泳、野球、球技全般。

## 出演

### テレビアニメ
時期不明
- ちびまる子ちゃん（カメラマン）

1988年
- トランスフォーマー 超神マスターフォース（作業員、ドライバーD、パイロット、店の客）

1989年
- 悪魔くん（ミイラ）

1990年
- ドラゴンボールZ たったひとりの最終決戦〜フリーザに挑んだZ戦士 孫悟空の父〜（サイヤ人E）

1991年
- 緊急発進セイバーキッズ

1992年
- キテレツ大百科（宇野）
- DRAGON QUEST -ダイの大冒険-（客C）
- 美少女戦士セーラームーン（司会者、船員、通行人、店員）

1993年
- 剣勇伝説YAIBA（カマキリ男）
- GS美神（志村けん太）
- コボちゃん
- SLAM DUNK（諸星大、谷沢龍二）
- ツヨシしっかりしなさい（1993年 - 1994年、司会者、清水、三ノ宮虎男〈初代〉、男子生徒、レジ係）
- ドラゴンボールZ（アナウンサー、野次馬B）

1994年
- 蒼き伝説シュート!（伊集院信人、東雄吾）
- 真拳伝説タイトロード（グレン、ジェット、鬼門院朱雀、手下）
- ママレード・ボーイ（冨重、テレビの男）

1995年
- アニメ世界の童話（家来）

1996年
- イーハトーブ幻想〜KENjIの春（農民）
- ドラゴンボールGT（M2）

1997年
- ドクタースランプ（1997年 - 1999年、パゴス、おとぎマシーン 他）

2000年
- 週刊ストーリーランド（医師）

2003年
- ソニックX（2003年 - 2004年、スチュワート、司令官、男、助監督）

2004年
- GIRLSブラボー first season（店員）
- 忍たま乱太郎（東南風）
- 火の鳥（グズリ）

2006年
- 銀色のオリンシス（フランク）
- ONE PIECE（サカズキ〈中将時代〉）

2007年
- 電脳コイル（ヤサコの父）
- レ・ミゼラブル 少女コゼット（警察官）

2008年
- ワールド・デストラクション 〜世界撲滅の六人〜（ワシ師）

2009年
- RIDEBACK -ライドバック-（鈴木編集長）

2010年
- こばと。（作業員）

2012年
- ペルソナ4（江戸川）

### OVA
- BE-BOP-HIGHSCHOOL（1990年、立花商業不良B）
- 銀河英雄伝説（1991年）
- 創竜伝（1992年 - 1993年）
- グラップラー刃牙（1994年、久隅）
- ペイル・コクーン（2005年、ウラ）

### 劇場アニメ
- ドラゴンボールZ 超サイヤ人だ孫悟空（1991年、兵士C）
- クレヨンしんちゃん 嵐を呼ぶ!夕陽のカスカベボーイズ（2004年、町の住人2）
- 劇場版 AIR（2005年、学校の先生）
- イヴの時間 劇場版（2010年、コージ）

### Webアニメ
- イヴの時間（2008年、コージ）

### ゲーム
- オーロラクエスト おたくの星座 IN ANOTHER WORLD（1993年、インドラ）
- CALIII（1993年、チェシャネコ）
- BS探偵倶楽部 雪に消えた過去（1997年、米田巡査）
- ゲイルガンナー（2000年、アベル・ギリアム）
- 龍が如く 見参!（2008年）
- WORLD DESTRUCTION 導かれし意思（2008年、ワシ師）
- 龍が如く0（2015年）

### ドラマCD
- キノの旅（ナレーション）
- CDシアター ドラゴンクエスト（サスケ、ピエール）
- 卒業M＋（佐川）
- BOYS BE…（男2、男3、日直）
- レイン（ギュンター）
- ロードス島戦記（ウォレス）

### ラジオドラマ
- クリック&デッド NETWAYスイーパーズ（五十嵐）

### 吹き替え

#### ドラマ
- ジム・ヘンソンのストーリーテラー（ペイジ〈エドワード・チューダーポール〉）

#### アニメ
- スター・ウォーズ 反乱者たち（ブラザー・エイト、アースキン・セマージ）

#### 人形劇
- きかんしゃトーマス（ディーゼル261）

### 特撮
- ウルトラギャラクシー大怪獣バトル NEVER ENDING ODYSSEY（暗殺宇宙人ナックル星人〈RB〉の声）

### テレビドラマ
- 春日局（兵士）

### Webドラマ
- 受け入れて（設計事務所社長）

### 映画
- 冬のほつれまで（喫茶店の男）
- 情の時代（鏡時夫）
- 籠（マサル）
- 町が消えた日（ニュースキャスター）
- パンデミック（総理大臣）
- Funny（スーパーの店長）
- 悪意（隣人）
- エス[7]

### テレビ番組
- くらし発見（タクさん）
- 筑紫哲也 NEWS23（TBS）シリーズ断層等特集多数、筑紫哲也追悼特別番組
- 報道ステーション（テレビ朝日）「シリーズ『団塊の世代』」
- 40周年記念番組「富山最後の木造船」（富山テレビ）
- いすゞ　THE　HERO〜明日に向かって走れ〜（BS-TBS）
- ナデシコ 2011女子戦リアル（レジャーチャンネル）
- テクノギャラリー（サイエンスチャンネル）
- 美の巨人たち（テレビ東京、ボイスオーバー）
- ドキュメント四国（NHK松山）
- フェイス（NHK岡山）
- 東日本大震災 特別番組（TBS）

### CM
- セキスイハイム「ハイムさん」シリーズ（2005年 - ）
- 東急グループ
- にんべん WEBCM（そば職人）
- GMOサイン（上司）
- 損害ジャパン（保険代理店社員）
- AGC（研究員）
- タイヘイ（料理人）
- ロシュ・ダイアグノスティックス（医師）
- あおばの杜グループ WEBCM（夫）
- エスビー食品 ディナーカレー WEBCM（夫）

### 映像作品
- 浜崎あゆみ アジアツアー2007 LIVE+DOCUMENTARY
- ハイブリッドライヴエンターテインメント OZ（オズ）

### 舞台
- 舞台『淡海乃海-天下静謐の雫となりて-』（2024年、御爺 / 朽木稙綱）[8]